# Софійськ (Верхньобуреїнський район)
Софі́йськ (рос. Софийск) — селище у складі Верхньобуреїнського району Хабаровського краю, Росія. Адміністративний центр та єдиний населений пункт Софійського сільського поселення.

## Населення
Населення — 435 осіб (2010; 670 у 2002).
Національний склад (станом на 2002 рік):
- росіяни — 92 %